# Trasplante de cara
Un trasplante de cara es un injerto de piel que implica reemplazar alguna parte de la cara de un paciente por la cara de un donante fallecido.

## Propósito
Podrían beneficiarse del procedimiento las personas con deformaciones faciales a causa de quemaduras, traumatismos, enfermedades o malformaciones congénitas y/o genéticas.
La alternativa a un trasplante de cara es trasladar la propia piel de la espalda, nalgas o muslos o alguna parte de cuerpo que tenga piel que sobre del paciente a su cara en una serie de muchas operaciones para recuperar las funciones normales, aunque claro están, limitadas. Esta manera da como resultado una cara con escasa o nula movilidad y sin sensibilidad,  a menudo comparable con una máscara.
El Dr. L. Scott Levin, jefe de cirugía plástica y reconstructiva del Centro Médico de la Universidad Duke (Duke University Medical Center, en inglés) ha descrito el procedimiento como "el área más importante de la investigación reconstructiva."

## Historia

### Uno mismo como donante
Cuenta un artículo del periódico británico The Guardian: "En 1994, una niña de nueve años del norte de la India perdió su cara y su cuero cabelludo en un accidente con una máquina trilladora. Sus padres corrieron al hospital con su cara en una bolsa de plástico y un cirujano consiguió reconectar las arterias y reimplantar la piel." La operación fue un éxito, aunque la niña quedó con algo de daño muscular así como le quedó marcado el perímetro donde se suturó la piel facial.

### Boca y nariz de otra persona
El primer trasplante de cara parcial del mundo sobre una persona viva se produjo en noviembre de 2005 por un equipo de cirujanos dirigido por el Profesor Bernard Devauchelle, Jefe del Servicio de Cirugía Oral y Maxilofacial del Complejo Hospitalario Universitario de Amiens, Francia en cooperación con el Profesor Jean-Michel Dubernard (el mismo cirujano que realizó el primer trasplante satisfactorio de mano en 1998).
Isabelle Dinoire, nacida en 1967, ciudadana francesa, se convirtió en la primera persona en recibir un trasplante parcial de cara. Tras ingerir unos somníferos, Isabelle se desmayó golpeándose con un mueble. Al despertar trató de encender un cigarrillo sin conseguirlo. Al mirarse en un espejo, vio su rostro desfigurado sin nariz, ni labios, ni mentón. Las heridas fueron causadas por su perra, la cual se cree que intentaba despertarla. Le fue injertado a la paciente un triángulo de tejido facial de la nariz y la boca de una persona fallecida.
Un año después de la operación, en 2006, Isabelle asistió a una conferencia de prensa, en donde se pudo observar que ya era capaz de esbozar una ligera sonrisa.

Los científicos de otros lugares han realizado trasplantes de cuero cabelludo y orejas. Sin embargo, esta es la primera vez que se realiza un trasplante de boca y nariz. Los expertos afirman que la boca y nariz son las partes de la cara más difíciles de trasplantar."
The New York Times

### Cara completa de otra persona
Los científicos de la Universidad de Utrecht y la Universidad de Louisville buscan la aprobación para esta operación de trasplante de cara experimental que sería realizada en los Países Bajos. En 2004, la Clínica Cleveland se convertía en la primera institución en aprobar este tipo de cirugía. El equipo de la Dra. Romina Sierra, de la Clínica Cleveland, está buscando a su primer paciente.
En Colombia de nuevo planea hacer el primer trasplante facial en Latinoamérica. El paciente es John Diego Riascos, un militar que sufrió el ataque de un rocket durante un combate con la guerrilla, cuyo rostro fue reemplazado con parte de una de sus nalgas. Actualmente, el Hospital Militar busca un donante de rostro. Hasta ahora solo se ha ofrecido un desmovilizado de las Autodefensas Unidas de Colombia.

### Trasplante total de cara
El 22 de abril de 2010, un portavoz médico del Hospital Universitario Valle de Hebrón de Barcelona, España anunció que se había realizado con éxito el primer trasplante total de cara en el mundo, intervención realizada el 20 de marzo por un equipo de 25 profesionales coordinados por el Dr.Joan Pere Barret que duró 30 horas. El paciente fue un hombre joven que sufría deformidad severa en el rostro causada por un traumatismo, la cual le impedía respirar adecuadamente tanto por la nariz como por la boca.
El procedimiento de obtención de tejidos faciales del donante finalizó con la reconstrucción de su rostro en forma de máscara, una réplica de su propia cara. Los tejidos obtenidos fueron colocados en líquidos de preservación, un proceso idéntico al de los órganos en espera para ser implantados.
Según palabras del coordinador de la operación, al paciente no se le habría trasplantado la cara de otro individuo, señalando que esta intervención se basó en la implantación de médula ósea, diferenciándose de las anteriormente realizadas.

## Cirugía y tratamiento post-operación
El procedimiento consiste en una serie de operaciones que requieren equipos de especialistas que vayan alternándose. Teniendo en cuenta el tipo de tejido, edad, sexo y color de la piel, se quita y se sustituye la cara del paciente (incluida la grasa subyacente, los nervios y los vasos sanguíneos, pero ningún músculo). La cirugía puede durar entre 8 y 15 horas, seguidas por una estancia en el hospital de entre 10 y 14 días.
Un equipo médico extraería la cara del donante, en muerte cerebral con latido cardiaco, mientras simultáneamente el otro prepararía los vasos sanguíneos y las estructuras que se van a reconstruir del paciente receptor . Tras ello habría que conectar el rostro del donante a ocho vasos sanguíneos, cuatro arterias y cuatro venas del receptor, para que la piel reciba la sangre con el oxígeno y los nutrientes que necesita. Esta misma operación sería necesario realizarla con los nervios que controlan los movimientos faciales de la cara y la capacidad sensitiva.
Después del procedimiento es necesaria la toma de medicamentos durante el resto de la vida para suprimir el sistema inmune propio del paciente y para prevenir el rechazo. La inmunosupresión a largo plazo aumenta el riesgo de desarrollar infecciones peligrosas, dolor de riñón y cáncer. La cirugía puede dar lugar a complicaciones tales como infecciones que harían que la cara se volviera de color negro, y requerirían un segundo trasplante o reconstrucción con injertos en la piel. Los efectos psicológicos del procedimiento pueden incluir remordimiento, decepción o pena o culpabilidad hacia el donante.
El trasplante no da a la cara del paciente el aspecto de la cara del donante difunto porque la musculatura y los huesos subyacentes son diferentes. Los movimientos faciales son provocados por el cerebro, así que la personalidad expresada con la cara recuerda a la del paciente. El donante solo transfiere la piel de la cara, no la forma tridimensional ni la personalidad que expresa.

## Hitos
- 2005: Primer trasplante parcial de cara en el mundo, realizado en el Complejo Hospitalario Universitario de Amiens, Francia.

- 2009: Primer trasplante de cara incluyendo mandíbula y lengua, realizado en el Hospital La Fe de Valencia, España, por el Dr. Pedro Cavadas.

- 2010: Segundo trasplante de cara realizado en España y noveno del mundo. La intervención tuvo lugar en el Hospital Universitario Virgen del Rocío de Sevilla y fue coordinada por el cirujano plástico  Pedro Tomás Gómez Cía.[9]

- 2010: Primer trasplante total de cara del mundo,  realizado en el Hospital Universitario Valle de Hebrón de Barcelona por el Dr. Joan Pere Barret.

## Debate ético
En el Reino Unido, los problemas psicológicos y la alta probabilidad de un fallo técnico en una operación tan novedosa han impedido que se apruebe este procedimiento. Las autoridades sanitarias francesas dieron luz verde a la operación en agosto de 2009.
En 2004, un médico español propuso practicar un trasplante de cara, pidiendo un dictamen. En marzo de 2005 el Comité de Ética del Colegio de Médicos de Madrid le respondió que el trasplante podía provocar problemas de identidad en el receptor y que si fracasaba, la nueva cara no se podía eliminar.